# Victory (EP)
Victory é o quarto extended play (EP) do produtor musical neerlandês San Holo, lançado em 25 de maio de 2015 através gravadora canadense independente Monstercat. O EP recebeu críticas geralmente positivas e mais tarde foi acompanhado por um EP de remix, lançado em 17 de novembro de 2015.

## Antecedentes e lançamento
Em 28 de abril de 2015, a Monstercat carregou um vídeo teaser em seu canal do YouTube simplesmente intitulado "Victory", com a descrição dizendo "IV-V". Alguns fãs conspiraram para descobrir o teaser por conta própria, decifrando "IV-V" como a data 4 de maio, conhecida como o Dia de Star Wars. Os fãs ainda conectaram a data ao personagem Han Solo, trocando as primeiras letras do nome e do sobrenome para chegar ao nome San Holo.
Em 4 de maio de 2015, a Monstercat lançou o single "Victory" para promover o EP de mesmo nome, anunciando sua data de lançamento: 25 de maio de 2015. Após o lançamento, a canção se tornou uma das músicas da Monstercat mais tocadas no SoundCloud, atingindo mais de cinquenta mil reproduções no primeiro dia.
Em uma entrevista com a Dancing Astronaut, Holo falou sobre o desenvolvimento e os componentes visuais criados para o EP, afirmando:
Com nossa empresa criativa Bitbird, trabalhamos em um conceito visual para este EP, para criar visuais que se encaixam perfeitamente com a música e sua intenção. Tudo se encaixa, a arte, os teasers e os videoclipes. Para nós, o conceito é claro como cristal em nossas mentes, mas não verbalizado. É a nossa expressão de como concebemos este projeto. Para telespectadores e ouvintes, está aberto à interpretação.
Em 25 de maio de 2015, o EP foi lançado exclusivamente como um download digital em lojas digitais internacionais através da Monstercat. "Hold Fast" e "Victory" foram ambos apresentados no álbum de compilação Monstercat 022 – Contact. Mais tarde, a Monstercat lançou um remix de "Hold Fast" pelo produtor musical Krne em 3 de novembro de 2015, distribuído gratuitamente via Toneden. Em uma entrevista com Tabitha Neudorf da UKF Music, Holo afirmou que escolheu lançar o EP na Monstercat por causa de sua base de fãs, dizendo que "Todas essas pessoas sempre ficam tão animadas com um novo lançamento; Eu nunca vi isso em outra gravadora. Os fãs também têm grandes expectativas e realmente confio na gravadora para lhes dar qualidade. Me deu grande exposição, e os fãs são brutalmente honestos. Eles sempre dirão se odeiam ou amam."

## Recepção
Victory foi bem recebido pela maioria dos críticos. Austin Evenson da Dancing Astronaut elogiou o EP, chamando-o de "a forma de expressão musical mais perspicaz até agora" de Holo. Escrevendo para a Nest HQ, Nathan Beer descreveu todas as três músicas apresentadas no EP como as melhores para finalizações de sets escrevendo que as músicas "de alta energia, composição robusta e novos sintetizadores e sons exclusivos de sua marca mostram exatamente o que esperávamos e muito mais." Peter Rubinstein, da Your EDM, chamou Victory de "diverso", dizendo que "as faixas ousadas incorporam uma vida e uma emoção próprias e se combinam para formar uma jornada verdadeiramente bela e espiritual". Sam Waggoner da Run The Trap descreveu as músicas como melódicas, 8-bits e pesadas no baixo, afirmando que "cada faixa mostra sua criatividade e destemor para experimentar sons diferentes, o que normalmente resulta em algo super fresco e inovador." Escrevendo para a By The Wavs, Nick Grindrod elogiou o EP, chamando-o de "uma vitória para San Holo" e descreveu-o como única por ter "um clima onde você pode dançar ao som da música se quiser, ou sentar e apenas curtir". Keith Buhler da EDMTunes elogiou Victory, afirmando que é "habilmente trabalhada com acordes desafinados exuberantes, cordas vocais exclusivas, arpas reverberadas espaçosas e batidas infundidas de hip-hop para criar um tom geral nostálgico, mas aventureiro".

## Lista de faixas
| Download digital – EP |                                                           |         |  |
| N.º                   | Título                                                    | Duração |  |
| 1.                    | "Victory"                                                 | 4:01    |  |
| 2.                    | "Hold Fast" (com participação especial de Tessa Douwstra) | 3:30    |  |
| 3.                    | "Shrooms"                                                 | 4:25    |  |
| Duração total:        | Duração total:                                            | 11:56   |  |

| Download digital – Remixes |                                                                          |         |  |
| N.º                        | Título                                                                   | Duração |  |
| 1.                         | "Hold Fast" (com participação especial de Tessa Douwstra, remix de Krne) | 3:32    |  |
| 2.                         | "Victory" (remix de Daktyl)                                              | 2:53    |  |
| Duração total:             | Duração total:                                                           | 6:27    |  |

## Histórico de lançamentos
| Região    | Data                   | Formato               | Versão           | Gravadora  | Ref.   |
| --------- | ---------------------- | --------------------- | ---------------- | ---------- | ------ |
| Worldwide | 25 de maio de 2015     | Victory – EP          | Download digital | Monstercat | [ 15 ] |
| Worldwide | 17 de novembro de 2015 | Victory (The Remixes) | Download digital | Monstercat | [ 16 ] |